# Cajvana
Cajvana város Suceava megyében, Bukovinában, Romániában.

## Fekvése
A megye középső részén helyezkedik el, Gura Humorului városától 38 km-re északkeletre, Radóctól 30 km-re délre, a megyeszékhelytől Szucsávától pedig 36 km-re északnyugati irányban.
Több kisebb patak érinti a települést, jelentősebbek: a Cajvana, a Crivăț (vagy Grivăț) és a  Berbec.

## Történelem
A településen áll egy tölgyfa mely az ország legöregebb fájaként ismert, legendák szerint a falut 1241 - 1242 között tatárok támadták meg, a csatákban a falu összes férfia odaveszett, egy tömegsírban temették el őket, és egy tölgyfát ültettek sirjuk fölé, hogy ne menjen feledésbe a sir helye, a település címerében lévő tölgy is ezt szimbolizálja.
Első írásos említése 1575-ből való, amikor is IV. Sánta Péter moldvai fejedelem több birtokot feloszt lányai között, köztük Cajvana faluját is.
1615-ben a területet IX. Tomșa István fejedelem veszi meg, és a szolkai kolostornak adományozza, 1785-ig a kolostor birtokának számít. 1849-től a Bukovinai Ortodox Egyház tulajdona.
Városi rangot 2004-ben kapott.

## Népesség
A lakosság etnikai összetétele a 2002-es népszámlálási adatok alapján:
- Románok:  7231 (99,55%)
- Romák:  31 (0,42%)
- Magyarok:  1 (0,01%)

A lakosok 79,01%-a ortodox vallású (5739 lakos), 20,65%-a pedig pünkösdista (1500 lakos).

## Látnivalók
- A több évszázados tölgyfa

## Gazdaság
Jelentősebb ágazatok: mezőgazdaság, könnyűipar, kereskedelem.